# Плексиметар
Плексиметар је медицински инструмент у облику мале тврде равна плоче (од дрвета, слоноваче или других тврдих материја), који када се постави на одређени део теле прима ударац удараљке (перкусора) и производи одређену врсту тонова. На основу ових тонова лекар (ппропедевтичар) може утврдити присуство чврсте масе или течности у грудном кошу. 

## Историја
Инспекција, палпација, перкусија и аускултација су четири основне технике клиничког прегледа. Перкусија, као клиничку технику, увео је Leopold von Auenbrugger, аустријски лекар, 1761. године, који је ову методу описао у својој латинској књизи „Inventum Novum“. Он је први увео  директну методу перкусије, у којој се грудни кош директно удара врховима прстију. Касније је Николас Корвисар, француски лекар, превео Ауенбругерову књигу са латинског на француски 1808. и даље модификовао своју технику ударања по грудном кошу. директно палмарном површином испружених прстију.
Године 1826. Пјер Адолф Пиори, француски лекар, увео је индиректну технику перкусије изумом плексиметра и 1828. објавио своје чувено дело у књизи „Le plessimetre ou de la Percussion Mediate”. Пиори је испробао многе материјале и на крају је одабрао малу плочу од слоноваче, пречника 5 cm, као плексиметар.
Плексиметар који се све више користио у медицинским перкусијама, да апсорбује енергију коју генерише удар  плексора, који је називан и мерач грудног коша, повезан је са именом његовог конструктором Френсиса Сибсона(1814-1876), британског лекара и анатома који је 1840-их обраћао посебну пажњу физиологији и патологији органа за дисање.
Ниједан рад на дијагнози грудног коша применом перкусије не би био потпун без помена највећег америчког кардиолога, Остина Флинта, старијег. Флинт је дипломирао на Харвардској медицинској школи и практиковао је у Општој болници у Масачусетсу. Био је и један од оснивача болнице Белевуе у Њујорку. Флинт се нашироко сматра најутицајнијим учитељем аускултације и перкусије у Северној Америци и стога је назван „American Laennec“. Он је одговоран за описивање многих срчаних абнормалности и звукова (као што је шум Остина Флинта аортне регургитације). Флинт је такође развио практичне удараљке(плексор) и плексиметар, Своје методе је први пут објавио у часопису Transactions of the American Medical Association  1852. године када је написао чланак под насловом „О варијацијама висине звука удараљки и респираторних звукова и њиховој примени у физичкој дијагнози“.

## Намена
Плексиметар се користи у клиничког прегледу познатом под називом перкусија  која се користи као једна од четири методе клиничког прегледа заједно са инспекцијом, палпацијом и аускултацијом.
Ударањем по плексиметру плексором, има за циљ да се  током клиничког прегледа обави интерпретација звукова који се чују и осећају након отпора који се ствара при подвргавању грудног коша серији удараца плексором по плексиметру. 
Перкусија је важна клиничка метода која се користи за испитивање грудног коша и абдомена. Ако се правилно изведе, може бити спасоносна у дијагностиковању хитних стања, као што су масивни плеурални излив, пнеумоторакс, масивни асцитес, проширена бешика због опструкције излаза мокраћне бешике, пнеумоперитонеум због шупље вискозне перфорације и повратна осетљивост у перитонитису. За пацијенте, неопходна интервенција се може урадити одмах у хитним случајевима без чекања на друге истраге. Међутим, упркос томе што имају при руци тако вредну технику, клиничари данас је све ређе користе без одговарајућег клиничког прегледа радиолога.

## Примене
Док је плексиметар  чврсто прислоњен на зид грудног коша испитивач ударањем по њему плексором изазива померање ваздуха између плексиметра и зида грудног коша.  Током перкусије плексометар треба да се креће од резонантних ка тупим областима или од "резонантнијих" ка "мање резонантним" областима грудног коша кад год је то могуће. Током перкусије грудног коша, испитивач треба да буде окренут директно у центар грудног коша пацијента тако да му перкутовано подручје буде једнако удаљено од оба уха. Тиме  се избегава погрешна интерпретација звукова са обе стране грудног коша због разлике у удаљености.

## Интерпретација резултата
На основу слушне и тактилне перцепције, ноте које се чују ударањем у плексиметар могу се категорисати као
- тимпаничне
- хиперрезонантне (пнеумоторакс)
- нормалне резонанције/ резонантне
- нарушенае резонанција (маса, консолидација)
- тупе (консолидација)
- камено тупе (плеурални излив)

Туп звук указује на присуство чврсте масе или течности, док резонантнији звук указује на шупље структуре у грудном кошу које садрже ваздух испод површине.